# Elvillar
Elvillar (spanska) eller Bilar (baskiska), officiellt Elvillar/Bilar, är en kommun i Spanien. Den ligger i Álavaprovinsen i södra delen av den autonoma regionen Baskien i norra delen av landet, 260 km norr om huvudstaden Madrid. Antalet invånare är 319 (2024).